# Barnstugeutredningen
1968 års barnstugeutredning var en utredning om förskolor och fritidshem som genomfördes mellan åren 1968 och 1975. Genom dessa tillkom förskolelagen 1975.
Till en början agerade ledamoten Ingvar Carlsson som ordförande för kommittén, tills han den 14 oktober 1969 lämnade uppdraget för att agera som Sveriges utbildningsminister. Som hans efterträdare som ledamot och ordförande i kommittén utsågs den 1 januari 1970 istället Mats Hellström.
Kommittén överlämnade sina första betänkanden Förskolan del 1-2 SOU 1972:26-27 den 2 maj 1972. Utredningen presenterade förslag för pedagogiskt program och material samt lokaler för förskolan.
Det andra betänkandet Barns fritid SOU 1974:42 presenterades den 17 maj 1974. Utredningen som hade undertiteln Fritidsverksamhet för 7–12 åringar lade fram förslag för hur fritidsverksamhet för barn i de yngre åldrarna skulle utformas. Man lade också fram förslag för personaltillgång och personalbehov i förskole- och fritidsverksamheten.
Det tredje betänkandet Utbildning i samspel SOU 1975:67 presenterades den 26 juni 1975. Den behandlade grundutbildning, vidareutbildning och fortbildning av personal i förskola och fritidshem.
Det sista betänkandet Barns sommar SOU 1975:94 presenterades 30 oktober 1975. Den behandlade barnomsorg och fritidsverksamhet för barn under sommartid.